# چندضلعی ایزوتتیک

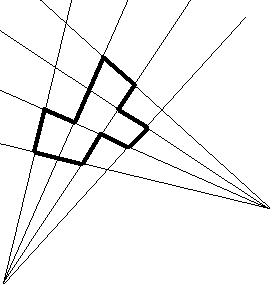
چندضلعی ایزوتوپ

چندضلعی ایزوتتیک (Isothetic Polygon)، چندضلعی است که ضلع‌های متناظر آن دو خانواده پارامتری از خطوط راست هستند که مداد خطوط با مراکز در دو نقطه (احتمالاً نقطه در بی‌نهایت) نامید می‌شود.
معروف‌ترین مثال برای چندضلعی‌های ایزوتتیک چند ضلعی‌های متعامد هستند که سابقاً به عنوان یک مترادف استفاده می‌شد.

## ریشه‌شناسی و تاریخ
این اصطلاح از ریشه یونانی iso (همانند – یکسان – مشابه) و thetos (مکان – موقعیت) گرفته شده و به‌طور کلی به معنای چند ضلعی با مکان مشترک برای ضلع‌هاست.
این اصطلاح برای اولین بار در سالهای ابتدایی هندسه محاسباتی مطرح شد.
در ابتدا تأکید بر ارائه الگوریتم کارامد برای چند ضلعی‌های متعامد بود تا اینکه کاربرد چند ضلعی‌های ایزوتتیک در ارائه شکل‌های برای طراحی و ساخت مدارهای مجتمع مطرح شد.
زمانی که مشخص شد کارآمدی الگوریتم‌های هندسه برای چندضلعی‌های متعامد دیگر به این بستگی ندارد که اضلاع حتماً یکدیگر را در زاویه قائمه ببینند بلکه اضلاع به‌طور طبیعی به دو مجموعه متناوب (بخش‌های عمودی و افقی) تقسیم می‌شوند.